# Victor Delhez
Victor Delhez (Amberes, Bélgica, 16 de marzo de 1902 - Mendoza, Argentina, 4 de enero de 1985), fue un arquitecto, agrónomo y eximio artista plástico especializado en grabado.
Estudió en la Real Academia de Bellas Artes de Amberes arquitectura, dibujo y pintura y en la Universidad Católica de Leuven de 1918 a 1923 estudios en agronomía graduándose con una especialización en química.
Delhez comenzó a exhibir sus caricaturas y trabajos surrealistas mientras estaba en la universidad. Luego de graduado, mientras trabajaba como encargado de la compañía de automóviles de su familia, él continuó sus intereses artísticos publicando una serie de impresiones en 1925.
En 1925, los padres de Delhez murieron en un accidente de tráfico; en dicho año emigró a la Argentina y trabajó como dibujante, arquitecto y contratista en Buenos Aires desde 1926 a 1933. En 1933 se trasladó a Bolivia, país en donde produjo prolíficos trabajos entre los que se encuentran un conjunto de cuarenta ilustraciones para los Evangelios, y veintiuno para A Dreamer's Tales, Lord Dunsany.
Para 1930 comenzó a ser reconocido por el trabajo realizado. Entre algunas de sus producciones se incluyen autorretratos y representaciones de otras partes de la Biblia entre las que se destaca el Libro del Apocalipsis, que fue exhibido en importantes ciudades de Europa.
El artista regresó a la Argentina en 1940 para radicarse en la provincia de Mendoza, más específicamente en Chacras de Coria, lugar en donde estableció su taller. Cabe destacar que se desempeñó como profesor en la Academia de Bellas Artes de la Universidad Nacional de Cuyo.
Delhez se convirtió, por lo extraordinario de su trabajo, en uno de los grabadores más requeridos a la hora de ilustrar textos clásicos y en un artista muy buscado por los coleccionistas, ya que su imaginación y su técnica inigualable forjaron imágenes autónomas, independientemente del texto previo.
Cabe destacar que en la Argentina el artista realizó retratos del General Perón, quien posó en vivo para el artista así como de Eva Duarte, que ya estaba muy enferma, por lo cual en este caso tuvo que trabajar con base en fotografías que la misma Presidencia le suministró. 
Entre otras curiosidades, se reunió con el señor Walt Disney en su visita al país. 
Murió en 1985 en Mendoza, Argentina.